# Himno nacional de Azerbaiyán
El Himno nacional de la República de Azerbaiyán (en azerí: Azərbaycan Respublikasının Dövlət Himni) es el himno nacional de Azerbaiyán, cuyo título original del himno es Marcha de Azerbaiyán («Azərbaycan marşı»). La letra fue escrita por el poeta Ahmed Javad, y la música fue compuesta por el compositor azerbaiyano Uzeyir Hacibayov.

## Historia
En los años de la República Democrática de Azerbaiyán el compositor Uzeyir Hacibayov escribió dos marchas, que fueron publicados en 1965, en Ankara en el libro de musicólogo turco Etem Ungor “Marchas turcas” (tr. Türk marşları). Una de las marchas turcas fue “Marcha azerbaiyana nacional” (en azerbaiyano Azərbaycan milli marşı). En 1919 la marcha había recibido su primer premio de la República Democrática de Azerbaiyán, que fue anunciado en el periódico “Azerbaiyán” del 17 de noviembre de 1919. El manuscrito de la marcha, creada por Uzeyir Hacibayov se encuentra en Casa Museo del compositor en Bakú.
Otra marcha - “Marcha de Azerbaiyán” (en azerbaiyano Azərbaycan marşı) es el himno estatal de la República de Azerbaiyán.
Según la decisión de la Asamblea Nacional de la República de Azerbaiyán del 28 de mayo de 1992 “Marcha azerbaiyana”, con la música escrita del compositor Uzeyir Hacibayov y las palabras de Ahmad Cavad.

## Letras

### En azerí
| Alfabeto latino (oficial) | Alfabeto cirílico | Alfabeto arabé |
| Azərbaycan! Azərbaycan! Ey qəhrəman övladın şanlı Vətəni! Səndən ötrü can verməyə cümlə hazırız! Səndən ötrü qan tökməyə cümlə qadiriz! Üçrəngli bayrağınla məsud yaşa! Minlərlə can qurban oldu, Sinən hərbə meydan oldu! Hüququndan keçən əsgər, Hərə bir qəhrəman oldu! Sən olasan gülüstan, Sənə hər an can qurban! Sənə min bir məhəbbət Sinəmdə tutmuş məkan! Namusunu hifz etməyə, Bayrağını yüksəltməyə Namusunu hifz etməyə, Cümlə gənclər müştaqdır! Şanlı Vətən! Şanlı Vətən! Azərbaycan! Azərbaycan! | Азәрбајҹан! Азәрбајҹан! Еј гәһрәман өвладын шанлы Вәтәни! Сәндән өтрү ҹан вермәјә ҹүмлә һазырыз! Сәндән өтрү ган төкмәјә ҹүмлә гадириз! Үчрәнҝли бајрағынла мәсʼуд јаша! Минләрлә ҹан гурбан олду, Синән һәрбә мејдан олду! Һүгугундан кечән әсҝәр, Һәрә бир гәһрәман олду! Сән оласан ҝүлүстан, Сәнә һәр ан ҹан гурбан! Сәнә мин бир мәһәббәт Синәмдә тутмуш мәкан! Намусуну һифз етмәјә, Бајрағыны јүксәлтмәјә Намусуну һифз етмәјә, Ҹүмлә ҝәнҹләр мүштагдыр! Шанлы Вәтән! Шанлы Вәтән! Азәрбајҹан! Азәрбајҹан! | آذربایجان! آذربایجان! ای قهرمان اولادین شانلی وطنی! سندن اوترو جان ورمه‌یه جومله حاضریز! سندن اوتروقان توکمه‌یه جومله قادیریز! اوچرنگلی بایراقین‌لا مسعود یاشا! مینلرله جان قوربان اولدو، سینن حربه میدان اولدو! حقوقوندان کچن عسکر، هره بیر قهرمان اولدو! سن اولاسان گولوستان، سنه هرآن جان قوربان! سنه مین بیر محبت سینه‌مده توتموش مکان! ناموسونو حیفظ اتمه‌یه، بایراقینی یوکسلتمه‌یه ناموسونو حیفظ اتمه‌یه، جومله گنجلر موشتاقدیر! شانلی وطن! شانلی وطن! آذربایجان! آذربایجان! |

### Transcripción fonética
| Transcripción AFI de azerí |
| --- |
| [e̞j gæ̞hɾæ̞ˈmɑ̝n ø̞yɫɑ̝ˈd̪ɯ̞n ʃɑ̝ŋˈɫɯ̞ væ̞t̪æ̞ˈni ‖] [s̪æ̞nˈd̪æ̞n ø̞t̪ˈɾy d͡ʒɑ̝n ve̞ɾmæ̞ˈjæ̞ d͡ʒymˈlæ̞ hɑ̝z̪ɯ̞ˈɾɯ̞z̪ ‖] [s̪æ̞nˈd̪æ̞n ø̞t̪ˈɾy gɑ̝n t̪ø̞cmæ̞ˈjæ̞ d͡ʒymˈlæ̞ gɑ̝d̪ɯ̞ˈɾɯ̞z̪ ‖] [yt͡ʃɾæ̞ɲɟˈli bɑ̝jɾɑ̝ɣɯ̞ŋˈɫɑ̝ mæ̞ˈs̪ud̪ jɑ̝ˈʃɑ̝ ‖] [minlæ̞ɾˈlæ̞ d͡ʒɑ̝ŋ guɾˈbɑ̝n o̞ɫˈd̪u ǀ] [s̪iˈnæ̞n hæ̞ɾˈbæ̞ me̞jˈd̪ɑ̝n o̞ɫˈd̪u ‖] [hygugunˈd̪ɑ̝ɲ ce̞ˈt͡ʃæ̞n æ̞s̪ˈɟæ̞ɾ ǀ] [hæ̞ˈɾæ̞ biɾ gæ̞hɾæ̞ˈmɑ̝n o̞ɫˈd̪u ‖] [s̪æ̞n o̞ɫɑ̝ˈs̪ɑ̝ɲ ɟylyˈs̪t̪ɑ̝n ǀ] [s̪æ̞ˈnæ̞ hæ̞ɾɑ̝n d͡ʒɑ̝ŋ guɾˈbɑ̝n ‖] [s̪æ̞ˈnæ̞ mimbiɾ mæ̞hæ̞bˈbæ̞t̪] [s̪inæ̞mˈd̪æ̞ t̪ut̪ˈmuʃ mæ̞ˈcɑ̝n ‖] [nɑ̝mus̪uˈnu hifz̪ e̞t̪mæ̞ˈjæ̞ ǀ] [bɑ̝jɾɑ̝ɣɯ̞ˈnɯ̞ jyçs̪æ̞lt̪mæ̞ˈjæ̞] [nɑ̝mus̪uˈnu hifz̪ e̞t̪mæ̞ˈjæ̞ ǀ] [d͡ʒymˈlæ̞ ɟæ̞nd͡ʒˈlæ̞ɾ myʃt̪ɑ̝gˈd̪ɯ̞ɾ ‖] [ʃɑ̝ŋˈɫɯ̞ væ̞ˈt̪æ̞n ǀ ʃɑ̝ŋˈɫɯ̞ væ̞ˈt̪æ̞n ‖] [ɑ̝z̪æ̞ɾbɑ̝jˈd͡ʒɑ̝n ǀ ɑ̝z̪æ̞ɾbɑ̝jˈd͡ʒɑ̝n ‖] |

### Alfabetos históricos
Desde la existencia del himno, el azerí se había escrito en varios alfabetos diferentes.
| 1991–1992 | 1939–1958 | 1933–1939 | 1929–1933 |
| Azärbaycan! Azärbaycan! Ey qähräman övladın şanlı Vätäni! Sändän ötrü can vermäyä cümlä hazırız! Sändän ötrü qan tökmäyä cümlä qadiriz! Üçrängli bayrağınla mäsud yaşa! Minlärlä can qurban oldu, Sinän härbä meydan oldu! Hüququndan keçän äsgär, Härä bir qähräman oldu! Sän olasan gülüstan, Sänä här an can qurban! Sänä min bir mähäbbät Sinämdä tutmuş mäkan! Namusunu hifz etmäyä, Bayrağını yüksältmäyä Namusunu hifz etmäyä, Cümlä gänclär müştaqdır! Şanlı Vätän! Şanlı Vätän! Azärbaycan! Azärbaycan! | Азәрбайҹан! Азәрбайҹан! Эй гәһрәман өвладын шанлы Вәтәни! Сәндән өтрү ҹан вермәйә ҹүмлә һазырыз! Сәндән өтрү ган төкмәйә ҹүмлә гадириз! Үчрәнҝли байрағынла мәсуд яша! Минләрлә ҹан гурбан олду, Синән һәрбә мейдан олду! Һүгугундан кечән әсҝәр, Һәрә бир гәһрәман олду! Сән оласан ҝүлүстан, Сәнә һәр ан ҹан гурбан! Сәнә мин бир мәһәббәт Синәмдә тутмуш мәкан! Намусуну һифз этмәйә, Байрағыны йүксәлтмәйә Намусуну һифз этмәйә, Ҹүмлә ҝәнҹләр мүштагдыр! Шанлы Вәтән! Шанлы Вәтән! Азәрбайҹан! Азәрбайҹан! | Azərʙajçan! Azərʙajçan! Ej qəhrəman ɵvladьn şanlь Vətəni! Səndən ɵtry çan verməjə çymlə hazьrьz! Səndən ɵtry qan tɵkməjə çymlə qadiriz! Ycrəngli ʙajraƣьnla məsud jaşa! Minlərlə çan qurʙan oldu, Sinən hərʙə mejdan oldu! Hyququndan kecən əsgər, Hərə ʙir qəhrəman oldu! Sən olasan gylystan, Sənə hər an çan qurʙan! Sənə min ʙir məhəʙʙət Sinəmdə tutmuş məkan! Namusunu hifz etməjə, Bajraƣьnь jyksəltməjə Namusunu hifz etməjə, Çymlə gənçlər myştaqdьr! Şanlь Vətən! Şanlь Vətən! Azərʙajçan! Azərʙajçan! | Azərbajcan! Azərbajcan! Ej kəhrəman ɵvladı̡n зanlı̡ Vətəni! Səndən ɵtru can verməjə cumlə hazı̡rı̡z! Səndən ɵtru kan tɵkməjə cumlə kadiriz! Uçrənƣli bajragı̡nla məsyd jaзa! Minlərlə can kyrban oldy, Sinən hərbə mejdan oldy! Hukykyndan keçən əsƣər, Hərə bir kəhrəman oldy! Sən olasan ƣulustan, Sənə hər an can kyrban! Sənə min bir məhəbbət Sinəmdə tytmyз məkan! Namysyny hifz etməjə, Bajragı̡nı̡ juksəltməjə Namysyny hifz etməjə, Cumlə ƣənclər muзtakdı̡r! Зanlı̡ Vətən! зanlı̡ Vətən! Azərbajcan! Azərbajcan! |

### Traducción al español
¡Azerbaiyán! ¡Azerbaiyán!
¡Tierra querida de hijos valientes!
¡Todos nosotros, listos para dar nuestras vidas por ti!
¡Todos nosotros, potentes para derramar nuestra sangre por ti!
¡Vivo felizmente con tu tricolor!
¡Vivo felizmente con tu tricolor!
Miles de almas fueron sacrificadas por ti.
Tu pecho se volvió un campo de batalla.
Los soldados que se privaron de sus vidas,
cada uno de ellos se convirtió en un héroe.
Puedes convertirte en un jardín floreciente.
Sacrificaremos nuestras vidas por ti en cada momento.
Mil y una palabras cariñosas hay en mi corazón.
Para mantener tu honor.
Para levantar tu bandera
y mantener tu honor,
Toda la juventud está impaciente.
¡Tierra querida! ¡Tierra querida!
¡Azerbaiyán! ¡Azerbaiyán!
¡Azerbaiyán! ¡Azerbaiyán!

## En la cultura
- En los billetes de 5 manat se muestra el texto del himno estatal.
- En la Plaza de bandera estatal en Bakú se ha establecido el monumento con el texto del himno estatal.
- En 2011, en honor del 20 aniversario de la independencia de la República de Azerbaiyán  fue emitida la estampilla con el texto del himno estatal.

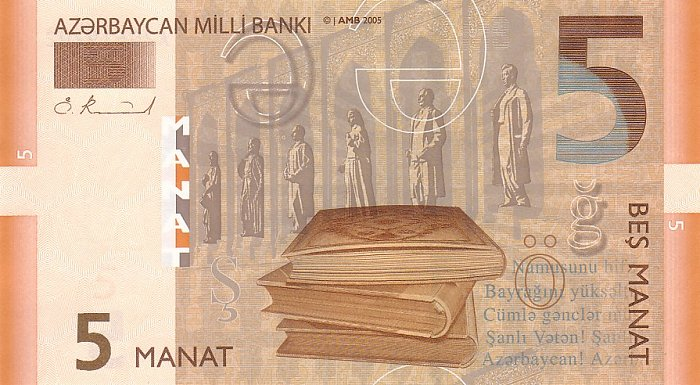
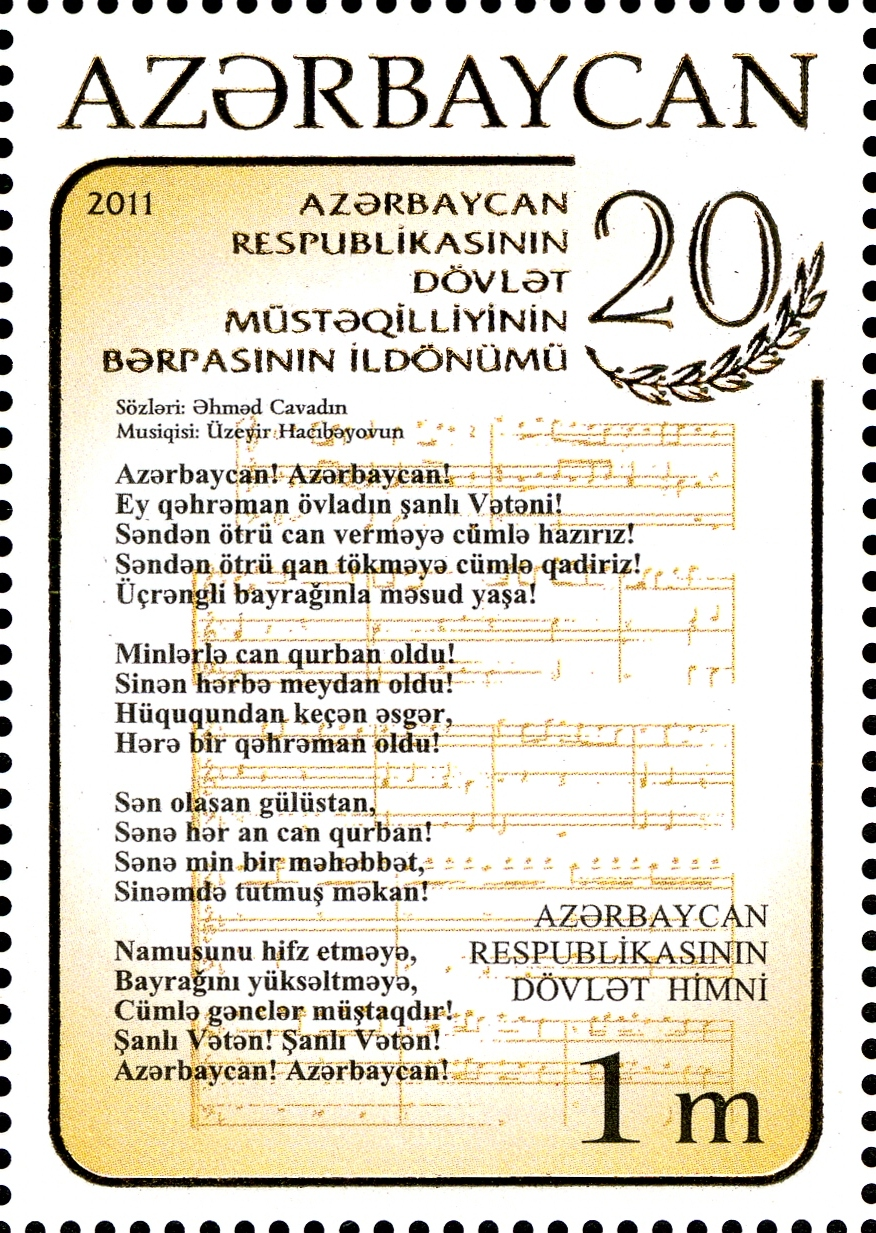